# Französische Militärfahrzeuge des Zweiten Weltkrieges
Dies ist eine Liste der französischen Militärfahrzeuge, die während des Zweiten Weltkrieges eingesetzt wurden oder sich in Entwicklung befanden:

## Kampfpanzer

### Leichte Panzer
| Kurzbezeichnung | Bezeichnung               | Hauptbewaffnung  | Baujahre | Stückzahl gebaut | Bemerkung |
| --------------- | ------------------------- | ---------------- | -------- | ---------------- | --------- |
|                 | AMR 33                    |                  |          | 123              |           |
|                 | AMR 35                    | 25mm Kanone + MG |          | 177              |           |
|                 | Renault ZT                | 25mm Kanone + MG |          | 16               |           |
|                 | AMC 34                    |                  |          | 12               |           |
|                 | AMC 35                    |                  |          | 59               |           |
|                 | Hotchkiss H-35            |                  |          | 400              |           |
|                 | Hotchkiss H-35 modifié 39 | 37mm Kanone      |          | 800              |           |
|                 | Renault R-35              |                  |          | 1540             |           |
|                 | Renault R-40              |                  |          | 145              |           |
|                 | Renault FT                | 75mm oder MG     |          | 1847             |           |
|                 | Renault NC                |                  |          |                  |           |
|                 | Char D1                   |                  |          | 160              |           |
|                 | FCM 36                    | 37mm Kanone + MG |          | 100              |           |

### Mittlere Panzer
| Kurzbezeichnung | Bezeichnung | Hauptbewaffnung           | Baujahre | Stückzahl gebaut | Bemerkung |
| --------------- | ----------- | ------------------------- | -------- | ---------------- | --------- |
|                 | Char D2     |                           |          | 100              |           |
|                 | Char B1     |                           |          | 405              |           |
|                 | Char B1 bis | 75mm Kanone + 47mm Kanone |          | Anteil Char B1   |           |
|                 | SOMUA S35   | 47mm Kanone + MG          |          | 430              |           |

### Schwere Panzer
| Kurzbezeichnung | Bezeichnung          | Hauptbewaffnung | Baujahre | Stückzahl gebaut | Bemerkung |
| --------------- | -------------------- | --------------- | -------- | ---------------- | --------- |
|                 | Char 2C (Char Lourd) |                 |          | 10               |           |

## Panzerspähwagen
| Kurzbezeichnung | Bezeichnung             | Hauptbewaffnung | Baujahre | Stückzahl gebaut | Bemerkung |
| --------------- | ----------------------- | --------------- | -------- | ---------------- | --------- |
|                 | White-Laffly AMD 50     |                 |          | 99               |           |
|                 | Laffly-Vincennes AMD 80 |                 |          | 28               |           |
|                 | Panhard 178             |                 |          | 527              |           |
|                 | AMC Schneider P16       | 37mm + MG       |          | 100              |           |
|                 | AMC Citroén P28         |                 |          |                  |           |

## Infanterieschlepper
| Kurzbezeichnung | Bezeichnung            | Ladung/Besatzung | Baujahre | Stückzahl gebaut | Bemerkung |
| --------------- | ---------------------- | ---------------- | -------- | ---------------- | --------- |
|                 | Renault UE Chenillette |                  |          | 5,168            |           |
|                 | Lorraine 37L           |                  |          | 630              |           |
|                 | Lorraine VBCP          |                  |          | 630              |           |

## Gepanzerter Fahrzeuge
| Kurzbezeichnung | Bezeichnung         | Ladung/Besatzung | Baujahre | Stückzahl gebaut | Bemerkung |
| --------------- | ------------------- | ---------------- | -------- | ---------------- | --------- |
|                 | AMR-39              |                  |          |                  |           |
|                 | Berliet VUB         |                  |          |                  |           |
|                 | Berliet VUDB        |                  |          |                  |           |
|                 | Hotchkiss W 15 TCC  |                  |          |                  |           |
|                 | Laffly S15 TOE      |                  |          |                  |           |
|                 | Panhard 165/175 AMD |                  |          |                  |           |
|                 | Panhard 165/175 CBP |                  |          |                  |           |
|                 | Panhard 179         |                  |          |                  |           |
|                 | Panhard 201         |                  |          |                  |           |

## Halbketten-Zugmaschinen
Nachfolgend eine Übersicht von Artikeln zu französischen Halbkettenfahrzeugen.
| Kurzbezeichnung | Bezeichnung                          | Ladung/Besatzung | Baujahre | Stückzahl gebaut | Bemerkung |
| --------------- | ------------------------------------ | ---------------- | -------- | ---------------- | --------- |
|                 | Unic TU1                             |                  |          | 236              |           |
|                 | Unic P107                            |                  |          | 3276             |           |
|                 | SOMUA MCG                            |                  |          | 1424             |           |
|                 | SOMUA MCL                            |                  |          | ca. 183          |           |
|                 | Somua MCJ                            |                  |          |                  |           |
|                 | Citroën-Kégresse Halbkettenfahrzeuge |                  |          |                  |           |
|                 | Citroen-Kegresse P7 bis              |                  |          |                  |           |
|                 | Citroen-Kegresse P10                 |                  |          |                  |           |
|                 | Citroën-Kégresse P14                 |                  |          | ca. 80           |           |
|                 | Citroen-Kegresse P15N                |                  |          |                  |           |
|                 | Citroën-Kégresse P17                 |                  |          | ca. 1700         |           |
|                 | Citroën-Kégresse P19                 |                  |          | ca. 1300         |           |
|                 | Citroen-Kegresse P107                |                  |          |                  |           |
|                 | Renault 36R                          |                  |          |                  |           |

## Radfahrzeuge

### Personenkraftwagen
| Kurzbezeichnung | Bezeichnung              | Ladung/Besatzung | Baujahre | Stückzahl gebaut | Bemerkung |
| --------------- | ------------------------ | ---------------- | -------- | ---------------- | --------- |
|                 | Citroen 11CV             |                  |          |                  |           |
|                 | Citroen 15CV             |                  |          |                  |           |
|                 | Citroen C6               |                  |          |                  |           |
|                 | Hotchkiss 680            |                  |          |                  |           |
|                 | Peugeot 202              |                  |          |                  |           |
|                 | Renault Primaquatro      |                  |          |                  |           |
|                 | Peugeot 402B             |                  |          |                  |           |
|                 | Renault Viva Grand Sport |                  |          |                  |           |
|                 | Renault Vivastella       |                  |          |                  |           |
|                 | Simca 5                  |                  |          |                  |           |
|                 | Simca 8                  |                  |          |                  |           |

### Gelände-Fahrzeuge
| Kurzbezeichnung | Bezeichnung      | Ladung/Besatzung | Baujahre | Stückzahl gebaut | Bemerkung           |
| --------------- | ---------------- | ---------------- | -------- | ---------------- | ------------------- |
|                 | Berliet VPR      |                  |          |                  |                     |
|                 | Berliet VPB      |                  |          |                  |                     |
|                 | Berliet VPDT     |                  |          |                  |                     |
|                 | Berliet VPDS     |                  |          |                  |                     |
|                 | Berliet VUDB4    |                  |          |                  |                     |
|                 | Laffly V 15 T\|  |                  |          |                  |                     |
|                 | Berliet VURB2    |                  |          |                  |                     |
|                 | Citroen W 15 T   |                  |          |                  |                     |
|                 | Hotchkiss W 15 R |                  |          |                  |                     |
|                 | Hotchkiss W 15 T |                  |          |                  |                     |
|                 | Laffly V 15 R    |                  |          |                  |                     |
|                 | Laffly S 15 R    |                  |          |                  |                     |
|                 | Laffly S 15 T    |                  |          |                  |                     |
|                 | Laffly S 20 TL   |                  |          |                  |                     |
|                 | Laffly S 25 T    |                  |          |                  |                     |
|                 | Laffly S 35 T    |                  |          |                  |                     |
|                 | Laffly S 45 T    |                  |          |                  |                     |
|                 | Latil M7T1       |                  |          |                  |                     |
|                 | Latil M7TZ       |                  |          |                  |                     |
|                 | Laffly V 15 T    |                  |          |                  |                     |
|                 | Latil M2TZ       |                  |          |                  |                     |
|                 | Latil KTL        |                  |          |                  |                     |
|                 | Latil M2TL6      |                  |          |                  |                     |
|                 | Latil TARH       |                  |          |                  |                     |
|                 | Latil TL         |                  |          |                  |                     |
|                 | Latil M7Z        |                  |          |                  |                     |
|                 | Lorraine 24/58   |                  |          |                  |                     |
|                 | Lorraine 28      |                  |          |                  |                     |
|                 | Lorraine 72      |                  |          |                  |                     |
|                 | Lorraine 75      |                  |          |                  |                     |
|                 | Lorraine VLTT    |                  |          |                  |                     |
|                 | Renault AHD      |                  |          |                  |                     |
|                 | Renault MH       |                  |          |                  |                     |
|                 | Renault OX       |                  |          |                  |                     |
|                 | GMC ACK-353      | 1½-ton 4×4 Truck | 1939–40  | ca. 2.000        | Bestellt in den USA |

### Lastkraftwagen
| Bild | Bezeichnung        | Ladung/Besatzung | Baujahre | Stückzahl gebaut | Bemerkung |
| ---- | ------------------ | ---------------- | -------- | ---------------- | --------- |
|      | Citroën Typ 23     |                  |          |                  |           |
|      | Citroen 32         |                  |          |                  |           |
|      | Citroen 45         |                  |          |                  |           |
|      | Renault 1 1/2t     |                  |          |                  |           |
|      | Renault AGR        |                  |          |                  |           |
|      | Renault AHN        |                  |          |                  |           |
|      | Renault YF         |                  |          |                  |           |
|      | Renault 6xX        |                  |          |                  |           |
|      | Matford F917WS     |                  |          |                  |           |
|      | Panhard 5t         |                  |          |                  |           |
|      | Panhard K116 Armeé |                  |          |                  |           |
|      | Latil M2B1         |                  |          |                  |           |
|      | Latil FB6          |                  |          |                  |           |
|      | Peugeot DK5        |                  |          |                  |           |
|      | Benard 6xX         |                  |          |                  |           |
|      | Willeme 6xX        |                  |          |                  |           |

### Panzertransporter
| Bild | Bezeichnung       | Ladung/Besatzung | Baujahre | Stückzahl gebaut | Bemerkung |
| ---- | ----------------- | ---------------- | -------- | ---------------- | --------- |
|      | Berliet GPE       |                  |          |                  |           |
|      | Berliet GPF       |                  |          |                  |           |
|      | Bernard Dl 6.53 C |                  |          |                  |           |
|      | Dewald KL 2       |                  |          |                  |           |
|      | Renault TSG       |                  |          |                  |           |
|      | Renault SHG       |                  |          |                  |           |

## Motorräder
| Kurzbezeichnung | Bezeichnung                    | Ladung/Besatzung | Baujahre | Stückzahl gebaut | Bemerkung               |
| --------------- | ------------------------------ | ---------------- | -------- | ---------------- | ----------------------- |
|                 | Gnome et Rhône 750 X ("Armée") |                  | 1/2      |                  | kein Seitenwagen        |
| AX2             | Gnome et Rhône AX2 (RM)        | 1936–1940        | 3        |                  | Seitenwagen             |
|                 | Gnome et Rhône D5 (A)          |                  |          |                  |                         |
|                 | Monet-Goyon L5A1 1935          |                  |          |                  |                         |
|                 | Motobecane B1V2 1940           |                  |          |                  |                         |
|                 | Peugeot P53 1939               |                  |          |                  |                         |
|                 | Peugeot P112                   |                  |          |                  |                         |
|                 | Peugeot P135 1939              |                  |          |                  |                         |
| G1              | Renet Gillet G1 1937           |                  | 2        |                  | Seitenwagen mit/ohne MG |
|                 | Terrot VA 1934                 |                  |          |                  |                         |
|                 | Terrot RDA 1939                |                  |          |                  |                         |
| RGMA            | Terrot RGMA 1939               |                  |          |                  |                         |